# Marina Helena
Marina Helena Cunha Pereira Santos (Brasília, 10 de setembro de 1980) é uma economista e política brasileira filiada ao Partido Novo (NOVO). Formada em economia pela Universidade de Brasília (UnB), ela atuou em instituições como Itaú, Bradesco e Bozano Investimentos. Ligada ao ministro Paulo Guedes, foi Secretária Especial de Desestatização e Desinvestimento durante o Governo Jair Bolsonaro e foi candidata à prefeitura de São Paulo em 2024 pelo NOVO.
Em 2020 foi candidata à vice-prefeita de São Paulo, e em 2022 candidatou-se à deputada federal por São Paulo. Em 2024, concorreu à prefeitura de São Paulo, envolvendo-se em diversas polêmicas que atraíram a atenção da mídia e das redes sociais, como a eliminação de sua página na Wikipédia em português por votação da comunidade do site, com o seu partido alegando censura.

## Biografia
Nasceu em 10 de setembro de 1980 em Brasília, filha de Sérgio Cutolo dos Santos e de Maria Lais da Cunha Pereira. Aos três anos, após o divórcio de seus pais, mudou-se com a mãe para a periferia de São Luís do Maranhão. Vítima de abuso aos 13 anos, fugiu do lar materno para a casa do pai em Brasília, capital federal. É filha de servidor público que migrou para a iniciativa privada, frequentou bons colégios na adolescência e se graduou em economia na Universidade de Brasília, onde concluiu seu mestrado na mesma área. Aos 24 anos mudou-se para São Paulo, onde iniciou sua trajetória profissional.
Foi economista do candidato à presidência Felipe d'Avila em 2022. Durante sua trajetória profissional e política, Marina comandou a Secretaria Especial de Desestatização e Desinvestimento, a convite do Ministro Paulo Guedes durante o mandato do presidente Jair Bolsonaro, sendo responsável por coordenar a elaboração de um plano de governo para a cidade de São Paulo em 2020. Marina também já foi CEO do Instituto Millenium e fundadora do movimento Brasil Sem Privilégios. Trabalhou por 20 anos no mercado financeiro, atuando também em diversas instituições como Itaú, Bradesco e Bozano Investimentos.

## Carreira política

### Prefeitura de São Paulo em 2020
Em 2020 foi vice de Filipe Sabará na campanha eleitoral para prefeitura de São Paulo, porém desistiu da candidatura após a expulsão do candidato da sigla, que na ocasião alegou sofrer perseguição por parte de João Amoedo, um dos fundadores do partido. Dessa forma, o Partido Novo pediu a retirada dos nomes de ambos das urnas.

### Candidatura a deputada federal por São Paulo em 2022
Em 2022 candidatou-se a deputada federal, quando declarou um patrimônio de R$ 8,6 milhões à Justiça Eleitoral. Foi uma candidata que atraiu a atenção e doações de grandes investidores do mercado financeiro, obtendo 50.073 votos pelo Partido Novo, do qual já foi dirigente nacional, sendo atualmente a 1ª suplente da cadeira do partido pelo estado de São Paulo. Nessa campanha denunciou à polícia ter sido alvo de ataques cibernéticos por bots na sua conta no Instagram.

### Campanha à prefeitura de São Paulo em 2024
Em janeiro de 2024 Marina foi notícia nacional e alvo de críticas e ataques em redes sociais após colocar um discurso de Javier Milei para seu filho Theo ouvir enquanto estava grávida dele. A pré-candidata afirmou se tratar de ataques feitos pela esquerda.
Em março de 2024 seus altos índices de aprovação nas pesquisas Datafolha foram atribuídos por alguns especialistas, como Luciana Chong, diretora da Datafolha, a uma possível confusão do público com o nome da política Marina Silva. Marina Helena negou a alegação.
No dia 24 de abril gerou polêmica ao publicar uma foto com uma camiseta pedindo o impeachment do ministro do Supremo Tribunal Federal (STF) Alexandre de Moraes.
Em setembro de 2024, o Jornal Estadão publicou matéria informando que o NOVO pretende lançar a candidatura de Romeu Zema à Presidência da República em 2026 e Marina Helena como candidata a vice.
Durante o debate na TV Cultura para a prefeitura de São Paulo, o candidato José Luiz Datena utilizou a cadeira de Marina Helena para agredir Pablo Marçal. Marina Helena manifestou sua indignação com o ocorrido. No debate do SBT, Marina adotou uma postura mais incisiva. Marina não participou do debate da TV Globo para a prefeitura de São Paulo em 2024 devido a uma regra que exige um mínimo de cinco parlamentares no Congresso Nacional para que o convite seja obrigatório. Embora o partido Novo tenha cinco congressistas, o deputado Ricardo Salles foi considerado inelegível por ter se filiado após o prazo estipulado. Dessa forma, o convite à candidata se tornou opcional, e ela acabou ficando de fora do debate, o que Marina Helena criticou como "censura" em suas redes sociais.
Ao fim da apuração do primeiro turno, a candidata obteve 84.212 votos válidos, 1.38% do total, terminando a corrida eleitoral municipal na 6.ª colocação e fora do segundo turno. Após a derrota, Marina declarou voto e apoio a Ricardo Nunes no segundo turno.

#### Wikipédia
Em abril de 2024, a página de Marina Helena foi eliminada na Wikipédia em português. No dia 23 o Partido Novo alegou que a exclusão do verbete seria um ato de censura e boicote à pré-candidata. Editores da Wikipédia afirmaram que o artigo foi excluído por não ter indicação de importância, além de configurar utilização do artigo para propaganda em ano eleitoral. O artigo foi eliminado após votação através do processo de eliminação por consenso.

## Desempenho eleitoral
| Ano  | Eleição                         | Partido | Cargo            | Votos  | %     | Resultado  | Ref.   |
| ---- | ------------------------------- | ------- | ---------------- | ------ | ----- | ---------- | ------ |
| 2022 | Eleições estaduais em São Paulo | NOVO    | Deputada Federal | 50.073 | 0,21% | Não eleita | [ 51 ] |
| 2024 | Municipal de São Paulo          | NOVO    | Prefeita         | 84.212 | 1,38% | Não eleita | [ 52 ] |

## Posições políticas
Marina Helena é de direita, defende o liberalismo a privatização de empresas públicas e uma ampla reforma e desburocratização do Estado. Se posiciona contra a esquerda, o comunismo e pautas identitárias.

## Vida pessoal
É casada com Luiz Henrique Guerra e mãe de dois filhos, Luna e Theo, nascido durante a pré-campanha eleitoral de 2024. O jornal Metrópoles notou que foi a primeira vez em que uma grávida foi candidata à prefeitura de São Paulo.